# 데릴남편 오작두
《데릴남편 오작두》는 2018년 3월 3일부터 2018년 5월 19일까지 방송된 문화방송 주말 특별기획 드라마이다.

## 줄거리
극한의 현실을 사는 30대 중반 직장여성이 오로지 결혼한 여자, 즉 유부녀라는 소셜 포지션을 쟁취하려 데릴 남편을 구하면서 시작되는 역주행 로맨스 드라마

## 방송 시간
| 방송 채널 | 방송 기간                         | 방송 시간                   | 비고              |
| MBC       |                                   |                             |                   |
| --------- | --------------------------------- | --------------------------- | ----------------- |
| MBC       | 2018년 3월 3일 ~ 2018년 3월 10일  | 매주 토요일 밤 8:45 ~ 11:15 | 150분 (회당 70분) |
| MBC       | 2018년 3월 17일 ~ 2018년 5월 19일 | 매주 토요일 밤 8:45 ~ 11:05 | 140분 (회당 70분) |

## 등장인물
- (†) 표시는 드라마 상에서 최종적으로 사망한 인물이다.

### 주요 인물
- 유이 : 한승주 역 (아역 강주하) - 30대 중반. 외주 프로덕션 피디
- 김강우 : 오작두 / 오혁 역 (아역 문우진) - 30대 중반. 약초꾼
- 정상훈 : 에릭 조 (조봉식) 역 - 30대 중반. 어리광쟁이·수다쟁이·애정에 굶주린 남자·거기다 영어 울렁증까지, 콤플렉스 덩어리. 유명한 셀럽
- 한선화 : 장은조 역 (아역 문지원) - 30대 중반. 15년 전 한류 붐에 힘입은 스타 국악인

### 승주네 가족 및 친구
- 박정수 : 박정옥 역 - 60대 중반. 동화 속 악질 계모 뺨치는 승주의 친 엄마
- 설정환 : 한승태 역 - 20대 후반. 고 학력 백수 건달
- 박민지 : 권세미 역 - 30대 중반. 학창 시절 승주의 단짝 친구
- 한상진 : 방용민 역 - 40세 초반. 세미의 남편. 레스토랑 운영 중
- 유지수 : 한혜석 역 (특별출연) - 60대 중반. 승주의 고모

### 제작사 및 방송국
- 김보미 : 방정미 역 - 20대 후반. 오빠를 자기 애인처럼 부려 먹는 용민의 동생
- 정찬 : 홍인표 역 - 40대 초반. 유명 외주 제작사 대표. 탐사 다큐 쪽의 유명 피디
- 정수영 : 박경숙 역 - 40대 중반. 제작사 프로덕션 팀장. 피디였다 곤 상상도 할 수 없는 전형적 아줌마 스타일
- 김현균 : 이재형 역 (특별출연) - 40대 중반. 교양제작국 PD. 경숙의 남편
- 김정팔 : 최국장 역 - 40대 후반. 인표와는 동맹 관계인 UBC 교양제작국 국장
- 김민식 : 이찬희 역 - 20대 후반. 승주의 조 연출

### 구라마을 3인방
- 오미연 : 김간난 역 - 70대 초반. 매동댁. 구라마을 할머니 삼인방 중 맏 할머니. 과거 오금복 옹의 공방에서 밥을 해줬던 인연으로 작두에 대해모든 걸 알고 있다
- 박혜진 : 나중례 역 - 60대 후반. 한정댁. 큰 형님 김간난과 막내 송정댁 사이를 잘 조율하는 중간 할머니
- 방은희 : 배이비 역 - 60대 중반. 송정댁. 십 여 년 전 구라마을에 정착한 할머니

### 그 외 인물
- 최성재 : 오병철 역 - 30대 중반. 유흥업소 기도 출신. 동진의 보호자
- 조창근 : 김비서 역 - 20대 후반. 에릭조의 기사겸 개인 비서
- 송준희 : 동진 역 - 10대 초반. 세라의 아들. 작두와 친구
- 박소은 : 동세라 역 † - 20대 초~후반. 동진의 자살한 엄마
- 김용환
- 안성건
- 남상란
- 최민금
- 국중웅
- 차수미
- 최남욱
- 명재환
- 한창현
- 정해룡
- 이주석
- 오진하
- 마민희
- 이진목
- 성찬호
- 성인자
- 한훈
- 박진수
- 김해곤
- 최성필
- 황정아
- 정동규
- 김상민
- 최진아
- 이채민
- 오지혁
- 루현
- 오유진
- 이수용
- 장문석
- 장재권
- 백윤흠
- 김철윤
- 남경 : 국악인 역
- 최영민
- 최현준
- 이채경
- 이준희
- 최민주
- 이윤상
- 김용진
- 김하늘
- 강충훈
- 오대성
- 김도형
- 박미리
- 류민하
- 홍승범
- 박재원
- 손영순
- 김오복
- 이호
- 박수빈
- 황명환

### 특별출연
- 전무송 : 오금복 역 - 60대 중반. 오혁의 할아버지. 가야금 명가의 후계자로 최고의 악기장에 오른 명인
- 이희도 : 조치수 역 - 에릭 조의 아버지
- 조재룡

## 시청률
최저 시청률과 최고 시청률은 시청률 조사회사와 지역별로 시청률에 차이가 있을 수 있습니다.
| 2018년 | 2018년   | 2018년                                                                                | 2018년         | 2018년       | 2018년         | 2018년       |
| 회차   | 방송일   | 부제                                                                                  | TNmS 시청률    | TNmS 시청률  | AGB 시청률     | AGB 시청률   |
| 회차   | 방송일   | 부제                                                                                  | 대한민국(전국) | 서울(수도권) | 대한민국(전국) | 서울(수도권) |
| ------ | -------- | ------------------------------------------------------------------------------------- | -------------- | ------------ | -------------- | ------------ |
| 제1회  | 3월 3일  | 혼자 산다는 건, 등받이 없는 의자의 불편함과 울타리 없는 집의 두려움을 안고 사는 것... | 9.1%           | 9.0%         | 7.9%           | 7.8%         |
| 제2회  | 3월 3일  | 수상한 두메산골, 그곳엔... 오작두가 산다                                              | 11.4%          | 10.9%        | 10.4%          | 10.0%        |
| 제3회  | 3월 10일 | 나는, 결혼을 이용했다                                                                 | 9.6%           | 9.2%         | 9.0%           | 9.3%         |
| 제4회  | 3월 10일 | 결혼은 미친 짓이다. 때론... 해 볼 만한 미친 짓.                                       | 13.3%          | 12.9%        | 13.0%          | 13.4%        |
| 제5회  | 3월 17일 | 결혼은.. 사방이 지뢰밭인 전쟁터다.                                                    | 9.1%           | 8.7%         | 9.4%           | 9.8%         |
| 제6회  | 3월 17일 | 결혼의 조건은... 사랑? 측은지심?                                                      | 12.4%          | 11.8%        | 12.4%          | 12.9%        |
| 제7회  | 3월 24일 | 결혼이라는 판도라 상자 : 비밀과 거짓말의 차이                                         | 9.7%           | 9.6%         | 9.2%           | 9.2%         |
| 제8회  | 3월 24일 | 결혼이란.. 다른 꿈을 꾸는 두 사람의 동행                                              | 13.4%          | 12.8%        | 12.9%          | 13.4%        |
| 제9회  | 3월 31일 | 결혼은 서로에게 깜깜한 터널 속의 작은 불빛이 되어 주는 것                             | 8.2%           | 8.1%         | 8.4%           | 8.5%         |
| 제10회 | 3월 31일 | 결혼은 알 수 없는 미래에 나를 던지는 용기                                             | 11.5%          | 11.2%        | 11.7%          | 11.4%        |
| 제11회 | 4월 7일  | 결혼은 때로는 깨고 싶지 않은 달콤한 꿈                                                | 10.0%          | 9.3%         | 9.5%           | 10.2%        |
| 제12회 | 4월 7일  | 결혼은 제로섬 게임 얻는 것 = 잃는 것                                                  | 13.5%          | 12.9%        | 12.7%          | 13.3%        |
| 제13회 | 4월 14일 | 결혼은 전부를 포기해도 아깝지 않은 이상한 거래                                        | 9.2%           | 9.1%         | 9.3%           | 9.3%         |
| 제14회 | 4월 14일 | 결혼은 사랑해서 상처주는 아이러니                                                     | 9.7%           | 9.6%         | 12.2%          | 12.3%        |
| 제15회 | 4월 21일 | 결혼은 시작은 쉬우나 끝내긴 어려운 전쟁                                               | 9.5%           | 9.4%         | 9.7%           | 10.0%        |
| 제16회 | 4월 21일 | 결혼은 누군가의 슈퍼맨, 원더우먼이 되어주는 것                                        | 12.2%          | 12.0%        | 12.7%          | 12.9%        |
| 제17회 | 4월 28일 | 결혼은 던져도 돌아오는 부메랑                                                         | 8.3%           | 8.2%         | 7.9%           | 8.0%         |
| 제18회 | 4월 28일 | 결혼은 폭풍전야의 바다 위에 떠 있는 돛단배 같은 것                                    | 11.6%          | 11.4%        | 11.6%          | 11.8%        |
| 제19회 | 5월 5일  | 결혼은 숨김없이 사랑할 수 있는 권리                                                   | 8.3%           | 8.2%         | 7.4%           | 7.4%         |
| 제20회 | 5월 5일  | 결혼은 모든 걸 털어놔도 안전한 비무장지대                                             | 11.2%          | 10.6%        | 11.2%          | 11.7%        |
| 제21회 | 5월 12일 | 결혼은 결승점을 향해 함께 걸어가는 여정                                               | 9.1%           | 8.5%         | 9.1%           | 9.6%         |
| 제22회 | 5월 12일 | 결혼이란 그 사람이 있어야 할 자리를 인정해주는 것                                     | 11.6%          | 10.7%        | 13.1%          | 14.0%        |
| 제23회 | 5월 19일 | 결혼은 평생 신경 쓰이는 1인을 갖게 되는 것                                            | 8.3%           | 7.9%         | 7.7%           | 8.0%         |
| 제24회 | 5월 19일 | 수상한 두메산골 그곳엔,.. 오작두...와 한승주가 산다.                                  | 13.4%          | 13.2%        | 11.7%          | 11.9%        |

## 수상
- 2018년 MBC 연기대상 주말특별기획부문 남자 최우수연기상 김강우
- 2018년 MBC 연기대상 주말특별기획부문 남자 우수연기상 정상훈

## 동시간대 드라마
- SBS 주말 특별기획 드라마

《착한마녀전》 (2018년 3월 3일 ~ 2018년 5월 5일)
《시크릿 마더》 (2018년 5월 12일 ~ 2018년 7월 7일)

## 같이 보기
- 대한민국의 텔레비전 드라마 목록 (ㄷ)
- 2018년 대한민국의 텔레비전 드라마 목록